# Saïdou Sow
Saïdou Sow (Conakri, 4 de julio de 2002) es un futbolista guineano que juega en la demarcación de defensa para el R. C. Estrasburgo de la Ligue 1.

## Selección nacional
Hizo su debut con la selección de fútbol de Guinea el 10 de octubre de 2020 en un partido amistoso contra Cabo Verde. El partido acabó con un resultado de 1-2 a favor del combinado guineano tras el gol de Lisandro Semedo para Cabo Verde, y de Sory Kaba y Yady Bangoura para Guinea.

## Clubes
| Club                  | País    | Año       | Partidos | Goles |
| --------------------- | ------- | --------- | -------- | ----- |
| A. S. Saint-Étienne   | Francia | 2020-2023 | 57       | 2     |
| R. C. Estrasburgo     | Francia | 2023-2025 | 25       | 0     |
| F. C. Nantes (cedido) | Francia | 2025      | 9        | 1     |
| R. C. Estrasburgo     | Francia | 2025-     |          |       |